# Contea di Beadle
La contea di Beadle ( in inglese Beadle County ) è una contea dello Stato del Dakota del Sud, negli Stati Uniti. La popolazione al censimento del 2000 era di 17 023 abitanti. Secondo il censimento del 2010, la popolazione era formata da 17 398 persone. Il capoluogo di contea è Huron. La contea è stata creata nel 1879 e organizzata nel 1880.

## Storia
La contea di Beadle, chiamata così in onore del generale di brigata William Henry Harrison Beadle.  È stata creata dal Territorio Legislativo del Dakota nel 1879 e formalmente organizzato nel 1880 con la nomina di tre commissari di contea dal governatore Neemia G. Ordway. La prima città della Contea di Beadle era Cavour, ma Huron è stato nominato il capoluogo della contea, quando i commissari della contea si incontrarono per la prima volta nel luglio 1880.

## Geografia fisica
Secondo l'US Census Bureau, la contea ha un'area totale di 1.265 miglia quadrate (3280 km²), di cui 1.259 miglia quadrate (3260 km²) costituite dalla terra ferma e 6.1 miglia quadrate (16 km²), (0,5%), sono costituite dall'acqua.

### Autostrade Principali
- U.S. Highway 14
- U.S. Highway 281
- South Dakota Highway 28
- South Dakota Highway 37

### Contee Adiacenti
- Spink County - nord
- Clark County - nord-est
- Kingsbury County - est
- Sanborn County - sud-est
- Jerauld County - sud-ovest
- Hand County - ovest

## Società

### Evoluzione demografica
| Censimento | Popolazione | %±     |
| ---------- | ----------- | ------ |
| 1880       | 1 290       | -      |
| 1890       | 9 586       | 643.1% |
| 1900       | 8 081       | -15.7  |
| 1910       | 15 776      | 95.2%  |
| 1920       | 19 273      | 22.2%  |
| 1930       | 22 917      | 18.9   |
| 1940       | 19 648      | −14.3% |
| 1950       | 21 082      | 7.3%   |
| 1960       | 21 682      | 2.8%   |
| 1970       | 20 877      | −3.7%  |
| 1980       | 19 195      | −8.1%  |
| 1990       | 18 253      | −4.9%  |
| 2000       | 17 023      | −6.7%  |
| 2010       | 17 398      | 2.2%   |

Secondo il censimento del 2000, c'erano 17 023 persone, 7.210 gruppi famigliari e 4.535 famiglie che risiedono nella contea. La densità di popolazione era di 14 persone per miglio quadrato (5 / km²). C' erano 8 206 unità abitative ad una densità media di 6 per il miglio quadrato (3 / km²). La composizione etnica della contea era 96.93% Bianco, 0.69% Nero o Americano Africano, 0.95% Nativi Americani, 0,31% asiatici, 0,02% delle isole del Pacifico, 0,26% da altre etnie, e 0,85% da due o più etnie. Lo 0.91% della popolazione erano Ispanici o Latini di qualsiasi etnia. Il 49,9% era Tedesco, 11.7% norvegese, 6,1% Irlandese, 5,8% inglese e 5,5% negli Stati Uniti o antenati americani.
C' erano 7.210 famiglie di cui il 28.30% hanno avuti bambini sotto l'età di 18 anni che vivono con loro, il 52.50% erano coppie di sposi che vivevano insieme, il 7.40% hanno avuto un capofamiglia femminile senza la presenza del marito e il 37.10% non erano famiglie. Il 33.10% di tutte le famiglie avevano dei figli. Il formato medio della famiglia era 2.30 ed 2.94.
Nella contea, il 24.70% della popolazione aveva un'età inferiore ai 18 anni, l'8,30% 18-24, il 24.70% 25-44, il 23,00% 45-64 e il 19.40% che avevano 65 anni o più. L'età media era di 40 anni. Per ogni 100 femmine c'erano 96.60 maschi. Per ogni 100 femmine sopra i 18 anni, c'erano 93.70 maschi.
Il reddito medio per una famiglia nella contea era di $ 30.510 e $ 40.596. I maschi avevano un reddito medio di $ 26.910 contro $ 19.785 per le femmine. Il reddito pro capite per la contea era di $ 17.832. Circa il 7.90% delle famiglie e l'11,90% della popolazione erano sotto la linea di povertà, compreso il 14.20% degli individui sotto i 18 anni e il 12.30% di quelli che hanno 65 o più anni.

### Città
- Huron
- Iroquois
- Wessington

### Towns
- Broadland
- Cavour
- Hitchcock
- Virgil
- Wolsey
- Yale

### Townships
La contea si divide in 36 townships:
- Allen
- Altoona
- Banner
- Barrett
- Belle Prairie
- Bonilla
- Broadland
- Burr Oak
- Carlyle
- Cavour
- Clifton
- Clyde
- Custer
- Dearborn
- Fairfield
- Foster
- Grant
- Hartland
- Huron
- Iowa
- Kellogg
- Lake Byron
- Liberty
- Logan
- Milford
- Nance
- Pearl Creek
- Pleasant View
- Richland
- Sand Creek
- Theresa
- Valley
- Vernon
- Wessington
- Whiteside
- Wolsey